# Кино през 2004 година
Това е списък на събития, свързани със киното през 2004 година.

## Най-касовите филми
| №   | Заглавие                              | Филмово студио                     | Приходи      |
| --- | ------------------------------------- | ---------------------------------- | ------------ |
| 1.  | „Шрек 2“                              | DreamWorks                         | $919 838 758 |
| 2.  | „Хари Потър и Затворникът от Азкабан“ | Уорнър Брос                        | $796 688 549 |
| 3.  | „Спайдър-Мен 2“                       | Columbia Pictures                  | $783 766 341 |
| 4.  | „Феноменалните“                       | Уолт Дисни Пикчърс / Пиксар        | $631 442 092 |
| 5.  | „Страстите Христови“                  | Айкън Пръдъкшънс / Newmarket Films | $611 899 420 |
| 6.  | „След утрешния ден“                   | 20th Century Fox                   | $544 272 402 |
| 7.  | „Запознай ме с вашите“                | Юнивърсъл Студиос / DreamWorks     | $516 642 939 |
| 8.  | „Троя“                                | Уорнър Брос                        | $497 409 852 |
| 9.  | „История с акули“                     | DreamWorks                         | $367 275 019 |
| 10. | „Бандата на Оушън 2“                  | Уорнър Брос                        | $362 744 280 |

## Награди
| Категория           | 62-ри награди Златен глобус 16 януари 2005 | 62-ри награди Златен глобус 16 януари 2005 | 58-и награди на БАФТА 12 февруари 2005  | 77-и награди Оскар 27 февруари 2005                               |
| Категория           | Драма                                      | Мюзикъл или комедия                        | 58-и награди на БАФТА 12 февруари 2005  | 77-и награди Оскар 27 февруари 2005                               |
| ------------------- | ------------------------------------------ | ------------------------------------------ | --------------------------------------- | ----------------------------------------------------------------- |
| Филм                | „Авиаторът“                                | „Отбивки“                                  | „Авиаторът“                             | „Момиче за милиони“                                               |
| Актьор              | Леонардо ди Каприо „Авиаторът“             | Джейми Фокс „Рей“                          | Джейми Фокс „Рей“                       | Джейми Фокс „Рей“                                                 |
| Актриса             | Хилари Суонк „Момиче за милиони“           | Анет Бенинг „Да бъдеш Джулия“              | Имелда Стонтън „Вера Дрейк“             | Хилари Суонк „Момиче за милиони“                                  |
| Режисьор            | Клинт Истууд „Момиче за милиони“           | Клинт Истууд „Момиче за милиони“           | Майк Лий „Вера Дрейк“                   | Клинт Истууд „Момиче за милиони“                                  |
| Поддържащ актьор    | Клайв Оуен „Отблизо“                       | Клайв Оуен „Отблизо“                       | Клайв Оуен „Отблизо“                    | Морган Фрийман „Момиче за милиони“                                |
| Поддържаща актриса  | Натали Портман „Отблизо“                   | Натали Портман „Отблизо“                   | Кейт Бланшет „Авиаторът“                | Кейт Бланшет „Авиаторът“                                          |
| Адаптиран сценарий  | „Отбивки“ Александър Пейн и Джим Тейлър    | „Отбивки“ Александър Пейн и Джим Тейлър    | „Отбивки“ Александър Пейн и Джим Тейлър | „Отбивки“ Александър Пейн и Джим Тейлър                           |
| Оригинален сценарий | „Отбивки“ Александър Пейн и Джим Тейлър    | „Отбивки“ Александър Пейн и Джим Тейлър    | „Блясъкът на чистия ум“ Чарли Кауфман   | „Блясъкът на чистия ум“ Чарли Кауфман, Мишел Гондри и Пиер Бисмут |
| Чуждестранен филм   | „Морето в мен“                             | „Морето в мен“                             | „Мотоциклетни дневници“                 | „Морето в мен“                                                    |

## Премиери на български филми
| Дата         | Заглавие                     | Режисьор          |
| ------------ | ---------------------------- | ----------------- |
| 8 март       | „Хубава си, мила моя“        | Георги Дюлгеров   |
| 10 март      | „Другият наш възможен живот“ | Румяна Петкова    |
| 11 март      | „Шантав ден“                 | Силвия Пешева     |
| 11 март      | „Мила от Марс“               | Зорница София     |
| 12 март      | „Пътуване към Йерусалим“     | Иван Ничев        |
| 29 август    | „Изпепеляване“               | Станимир Трифонов |
| 1 септември  | „Без семейна прилика“        | Юлия Кънчева      |
| 30 септември | „Боси“                       | Елисавета Боева   |
| 31 декември  | „Легенда за белия глиган“    | Ивайло Джамбазов  |

## Починали
- 7 януари – Ингрид Тюлин
- 18 март – Ричард Марнър
- 28 март – Питър Устинов
- 5 юни – Роналд Рейгън
- 1 юли – Марлон Брандо
- 21 юли – Джери Голдсмит
- 18 август – Елмър Бърнстийн
- 3 октомври – Джанет Лий
- 10 октомври – Кристофър Рийв

## Дебюти
Следните личности дебютират в киното:
- Джош Дюамел в „Спечели среща с Тед Хамилтън“